# Parts per million
Parts per million (ppm) oftewel delen per miljoen is een maat voor concentratie. Een concentratie van 1 ppm geeft aan dat er één deel van een product is op een totaal van een miljoen (106) delen. Eén ppm is duizend keer zo klein als één promille. Een gehalte in ppm wijst meestal op een massafractie, maar ook molfracties, volumefracties en andere dimensieloze verhoudingen kunnen in ppm worden uitgedrukt.
De dimensieloze eenheid ppm wordt vooral veel gebruikt om lage concentraties aan te duiden in de scheikunde en dan in het bijzonder binnen de toxicologie en de milieuwetenschappen. Maximaal aanvaarde concentraties van verontreinigingen worden vaak in ppm uitgedrukt of in eenheden die nog kleiner zijn, zoals ppb (parts per billion) en ppt (parts per trillion). Hierbij wordt de Amerikaanse korte schaal van grote getallen gebruikt; parts per billion moet dus als "deeltjes per miljard" begrepen worden, parts per trillion als "deeltjes per biljoen".
In een overzichtelijk rijtje:
- 1 % = 10−2; 1 ‰ = 10−3; 1 ppm = 10−6; 1 ppb = 10−9; 1 ppt = 10−12; 1 ppq = 10−15
- 1 ppm = 10−4 % = 10−3 ‰ = 103 ppb = 106 ppt

## Voorbeeld
Voorbeeld: als 1 liter water (ca. 1 kg, 1000 g) met 1 massa-ppm lood verontreinigd is, bevat dat water 1 mg (0,001 g) van het zware metaal.
Koper(II)sulfaat wordt opgelost in 632 ml water. Er bevinden zich 19,48 mg Cu2+-ionen in de oplossing, dus de concentratie in ppm kan als volgt berekend worden: 632 ml water heeft een massa van 632 g of 0,632 kg, aangezien de dichtheid 1 kg/dm³ bedraagt. Met de massa Cu2+-ionen (opgeloste stof) in milligram en de massa water (oplosmiddel) in kilogram wordt vanzelf de factor 106 in aanmerking genomen. De concentratie Cu2+-ionen in de oplossing bedraagt dus:
{\displaystyle w_{\mathrm {Cu^{2+}} }={\frac {19{,}48{\text{ mg}}}{0{,}632{\text{ kg}}}}=30{,}8\ {\text{mg/kg}}=30{,}8\ {\text{ppm}}}
Bovenstaande benaderingen – dat 1 L oplossing overeenkomt met 1 kg oplossing, en dat de massa van de oplossing (in de noemer) gelijk is aan de massa van het oplosmiddel – zijn enkel correct bij erg lage concentraties.

## Overbodigheid en ambiguïteit van ppm
Binnen het SI is het werken met ppm en soortgelijke eenheden overbodig en ongewenst. Het verhoudingsgetal ppm kan gemakkelijker en overzichtelijker worden uitgedrukt met μL/L, μg/g, mg/kg, μm/m of iets dergelijks, waarbij de laatste notaties duidelijk laten zien welke eenheden in het spel zijn.
Gezien de eenheid ppm kan gebruikt worden voor fracties allerhande, is een uitspraak als "het gehalte aan Ni bedraagt 1,5 ppm", hoewel gebruikelijk in vakliteratuur, ambigu. Daarom raadt IUPAC raadt aan om altijd te specifiëren over welke grootheid het gaat. Bijvoorbeeld "de massafractie van Ni bedraagt 1,5 ppm", of nog beter: 1,5 mg/kg.

## Broeikasgassen en ppmv
Met ppmv wordt bedoeld de volumeconcentratie uitgedrukt in "delen per miljoen". Ppmv is een afkorting van het Engelse parts per million by volume, in tegenstelling tot “parts per million mass”.
De eenheid wordt bijvoorbeeld gebruikt bij de beschrijving van het broeikaseffect en geeft dan aan hoeveel CO2 opgenomen is in de lucht. In 2005 dacht men dat bij een CO2 concentratie van 550 ppmv de temperatuursverandering van de atmosfeer beperkt blijft tot 2 °C ten opzichte van het pre-industriële tijdperk, eind 19e eeuw, inclusief de equivalente concentratie van andere broeikasgassen, maar exclusief de invloed van aerosolen. Uit recentere CO2-metingen blijkt dat de CO2-concentratie sedert 2015 de 400 ppm(v) heeft overschreden.

## Andere gerelateerde eenheden
- Basispunt (‱) 1 deel per 10000
- Procentpunt